# Moluckhök
Moluckhök (Tachyspiza erythrauchen) är en hökfågel i familjen hökar. Den förekommer i ögruppen Moluckerna i Indonesien. Arten är fåtalig och minskar i antal.

## Utseende
Moluckhöken är en liten (26–35 cm) och slank hök med tydligt roströd nackkrage, större och tydligare avgränsad än hos kraghök. Könen är lika, men honan är större och anses vara mörkare under.

## Utbredning och systematik
Arten är endemisk för Moluckerna där den föredrar subtropisk eller tropisk fuktig låglands- eller bergsskog. Arten delas upp i två underarter med följande utbredning:
- erythrauchen – norra Moluckerna (Morotai, Halmahera, Bacan och Obi)
- ceramensis – södra Moluckerna (Buru, Ambon och Seram)

### Släktskap
Arten placerades tidigare i släktet Accipiter. Genetiska studier visar dock att släktet så som det traditionellt är konstituerat är parafyletiskt, där kärrhökarna i Circus är inbäddade, men också släktena Erythrotriorchis och Megatriorchis. För att kärrhökarna ska kunna behållas i ett eget släkte delas därför Accipiter delas upp i flera mindre släkten, däriblamd Tachyspiza.

## Status
Arten tros minska i antal till följd av skogsavverkningar. Världspopulationen uppskattas till mellan 1 000 och 10 000 individer. Internationella naturvårdsunionen IUCN kategoriserar den som nära hotad.